# Molí de les Salines
Molí de les Salines és una obra d'Odèn (Solsonès) inclosa a l'Inventari del Patrimoni Arquitectònic de Catalunya.

## Descripció
Molí format per dues cases annexionades. El conjunt es troba a dalt de tot d'un turó pedregós, aïllat de la resta de cases del poble i al què s'hi accedeix per unes escales. Les dues cases del molí són fetes amb carreus irregulars, de planta quadrangular, amb planta baixa, pis i golfes i coberta a dos aiguavessos. Un dels edificis presenta la porta d'accés de forma rectangular, amb llinda i brancals, mentre que la de l'altre immoble està formada per un arc deprimit còncau adovellat. Un dels edificis compta amb una boca del molí, que permetia l'accés de la canal d'aigua del riu a l'interior de la construcció; es tracta d'una obertura d'arc tudor adovellat en bon estat de conservació. A l'interior d'aquest edifici encara es conserven alguns elements que permetien el funcionament del molí.